# ラジオで! カムカムエヴリバディ
『ラジオで!カムカムエヴリバディ』はNHKラジオ第2放送が2021年11月1日（月）から2022年4月2日（土）まで放送した語学番組。

## 概要
2021年11月1日（月）から2022年4月8日（金）までNHK総合テレビ・BSプレミアム・BS4Kが放送していた連続テレビ小説『カムカムエヴリバディ』とのメディアミックス形式・語学番組。
連続テレビ小説『カムカムエヴリバディ』にて話される英語などを解説・練習する。

## 出演者
- 講師
  - 大杉正明

- 生徒
  - 天野ひろゆき
  - AI

- 上白石萌音・村雨辰剛・川栄李奈などドラマ出演俳優がゲスト出演する場合あり

## 放送時間
- 本放送
  - 月 - 水 10:30 - 10:45
- ダイジェスト放送
  - 土 8:15 - 8:35
- 再放送
  - 月 - 水 15:45 - 16:00
  - 土 21:00 - 21:45（3回分）

## 番外編
「ラジオで！カムカムエヴリバディ」復活スペシャル
前編
・後編を連続テレビ小説『カムカムエヴリバディ』4月8日（金）最終回・放送直後にアップロードしている。

## テキスト
- NHK出版 - 翌月放送分のテキストを2021年10月から2022年2月まで毎月14日に発売

## 典拠
1. ↑  https://www.nhk.or.jp/d-garage-mov/movie/339-51.html
2. ↑  https://www.nhk.or.jp/d-garage-mov/movie/339-52.html